# Moschea di Muhammad Maarifi
La moschea di Muhammad Maarifi è una moschea imperiale ottomana situata a Istanbul, nel distretto di Kartal, in Turchia.